# Иссадское сельское поселение
Исса́дское се́льское поселе́ние — муниципальное образование в составе Волховского района Ленинградской области. Административный центр — деревня Иссад.

## Географические данные
Площадь поселения составляет 72,1 км².
Она расположено на правом берегу реки Волхов при впадении его в Ладожское озеро в центральной части района.
По территории поселения проходят автодороги:
- Р21 (E 105) «Кола» (Санкт-Петербург — Петрозаводск — Мурманск)
- А114 (Вологда — Новая Ладога)
- 41А-006 (Зуево — Новая Ладога)
- 41К-059 (Волхов — Бабино — Иссад)
- 41К-371 (Новая Ладога — Черноушево — Лавния)
- 41К-378 (подъезд к дер. Немятово)

Расстояние от административного центра поселения до районного центра — 24 км.

## История
В начале 1920-х годов в составе Октябрьской волости Новоладожского (Волховского) уезда был образован Иссадский сельсовет.
В августе 1927 года Иссадский сельсовет вошёл в состав вновь образованного Волховского района Ленинградской области. С 20 марта 1946 года по 1 февраля 1963 года сельсовет входил в состав Новоладожского района. 16 июня 1954 года к Иссадскому сельсовету присоединен Немятовский сельсовет.
18 января 1994 года постановлением главы администрации Ленинградской области № 10 «Об изменениях административно-территориального устройства районов Ленинградской области» Иссадский сельсовет, также как и все другие сельсоветы области, преобразован в Иссадскую волость.
1 января 2006 года в соответствии с областным законом № 56-оз от 6 сентября 2004 года «Об установлении границ и наделении соответствующим статусом муниципального образования Волховский муниципальный район и муниципальных образований в его составе» образовано Иссадское сельское поселение, в которое вошла территория бывшей Иссадской волости.

## Население
| 2006  | 2010  | 2011  | 2012  | 2013  | 2014  | 2015  |
| ----- | ----- | ----- | ----- | ----- | ----- | ----- |
| 1700  | ↗1873 | ↘1869 | ↗1942 | ↗2001 | ↘1993 | ↘1987 |
| 2016  | 2017  | 2018  | 2019  | 2020  | 2021  | 2023  |
| ↘1978 | ↘1932 | ↘1927 | ↘1909 | ↘1866 | ↘1431 | ↘1427 |
| 2024  | 2025  |       |       |       |       |       |
| ↗1433 | ↗1442 |       |       |       |       |       |

## Состав сельского поселения
В состав поселения входит 15 населённых пунктов:
| №  | Населённый пункт              | Тип населённого пункта          | Население    |
| -- | ----------------------------- | ------------------------------- | ------------ |
| 1  | Бабино                        | деревня                         | ↘48 (2017)   |
| 2  | Белые Кресты                  | деревня                         | ↘4 (2017)    |
| 3  | Березье                       | деревня                         | ↗97 (2017)   |
| 4  | Весь                          | деревня                         | ↗16 (2017)   |
| 5  | Волховские Плитные Разработки | посёлок                         | ↘16 (2017)   |
| 6  | Глядково                      | деревня                         | →56 (2017)   |
| 7  | Горчаковщина                  | деревня                         | ↗14 (2017)   |
| 8  | Златынь                       | деревня                         | ↘4 (2017)    |
| 9  | Иссад                         | деревня, административный центр | ↘1067 (2017) |
| 10 | Кустково                      | деревня                         | ↘4 (2017)    |
| 11 | Немятово-1                    | деревня                         | ↗35 (2017)   |
| 12 | Немятово-2                    | деревня                         | ↗197 (2017)  |
| 13 | Поляша                        | деревня                         | →11 (2017)   |
| 14 | Речников                      | посёлок                         | ↗96 (2017)   |
| 15 | Юшково                        | деревня                         | ↗176 (2017)  |